# Хант, Уилл
Уильям Мартин Хант (англ. William Martin Hunt; родился 5 сентября 1971 года) — американский мультижанровый барабанщик (коллеги отмечают, что Уилл хорош во всех жанрах, за которые берется). Вокалистка Evanescence (Amy Lee), на их студийном видео-дневнике назвала его лучшим барабанщиком в мире. Кроме того, что Уилл играет в абсолютно разных стилях (от поп до тяжелого метала), его визитной карточкой является яркое поведение за установкой во время игры (Уилл большой любитель различных финтов с палочками и его поведение очень выразительно и эмоционально).
Известно, что Уилл, благодаря своим качествам, стал участником большого количества музыкальных коллективов. Таких как Evanescence, Black Label Society, Device, Dark New Day, Crossfade и др. Также он входил в Skrape до 2004 года. Уилл засветился также на видео снятое Tommy Lee во время его (Томи) сольных гастролей. В видео Уилл как и следовало ожидать играл на барабанах. Это видео попало в Топ 20 в том же году. В 2006-2007 году Уилл выступал вместе с группой Motley Crue пока Tommy Lee болел тендинитом (дистрофия ткани сухожилия). Хант также играл с  Slaughter, Vince Neil и многими другими. В течение 2007 года, Хант записывался с Bloodsimple и Static-X. В мае 2007, Хант заменил покинувшего Evanescence Роки Грея, и вместе с группой закончил их тур в поддержку альбома The Open Door, тур закончился в декабре 2007 года. Он продолжал работать с Dark New Day пока выступал с Evanescence (как сессионный музыкант, а потом его пригласили в официальный состав группы).
В 2010 году Хант присоединился к новому проекту Tommy Lee, Methods of Mayhem в качестве барабанщика для записи их альбома A Public Disservice Announcement и последующего турне в его поддержку. Хотя говорилось о том, что он будет участвовать в турне группы в поддержку альбома, Хант был заменён барабанщиком из группы Sevendust Морганом Роузом.
В это время Хант играет в Black Label Society, и свободно гастролирует с Clutch в поддержку их альбома Order of the Black, а также выступает с 2Cents.
В 2010 году было объявлено, что Уилл будет задействован в качестве барабанщика на третьем альбоме группы Crossfade, We All Bleed. Альбом будет выпущен 12 апреля 2011 года. Сначала все думали, что был членом группы, но потом группа объявила о его замене, так что Уилл был просто сессионным музыкантом на их третьем альбоме.
В пятницу, 10 декабря, Хант был объявлен новым барабанщиком Eye Empire. Он заменил первоначального барабанщика Гарретта Витлока.
В феврале 2011 вокалистка Evanescence позвонила Ханту, и пригласила его присоединился к группе (в интервью Хант сказал, что был рад звонку, так как ему очень нравится работать с Эми и её музыкой), после чего группа отправилась в студию на пре-продакшн нового альбома (известно, что Хант работал над партиями ударных).
В мае 2011 было объявлено, что Уилл будет некоторое время играть с группой Staind, пока Эми Ли заканчивает запись вокальных партий.
В 2012 году Дэвид Дрейман пригласил его в свой новый сайд-проект DEVICE. Проект записал альбом, но Дрейман решил в итоге сосредоточиться на Disturbed.
C 2014 года  Хант так же выступает с итальянским музыкантом Vasco Rossi
На июль 2016 года можно сказать, что основные силы Ханта сосредоточены на Evanescence и Vasco Rossi.

## Оборудование
Уилл использует барабанные палочки фирм Ddrum и Vater, тарелки Zildjian, педали Pearl, ударную установку Pearl серии Masterworks (double bass) с креплением на раме.

## Дискография

### Skrape
- New Killer America (20 марта 2001)
- Up the Dose (13 января 2004)

### Tommy Lee
- Never a Dull Moment (21 мая 2002)

### Dark New Day
- Twelve Year Silence (14 июня 2005)
- Black Porch (Acoustic Sessions) (EP) (5 сентября 2006)
- Untitled (TBA 2009)

### Bloodsimple
- Red Harvest (30 октября 2007)

### Evanescence
- Evanescence (20 октября 2011)
- The Bitter Truth (26 марта 2021)